# Дуги рат
Дуги рат (1593/1591-1606) је вођен између Аустрије и Османског царства. Започели су га Турци, нападом на Аустрију. Срби су, искористивши овај сукоб, подигли Банатски устанак против Турака у Банату 1594. године. Устанак је вођен у околини Вршца. За време устанка, Срби су носили заставе са ликом Светог Саве. Угушивши устанак, турски заповедник војске Коџа Синан-паша је наредио да се мошти Светога Саве пренесу у Београд и спале. Савине мошти су спаљене 1595. године на Врачару, а на том месту је подигнут Храм Светог Саве.
Срби су били на страни Аустрије. Овај рат је привукао највише српског народа на подручју Баната, али је учествовао и народ у Херцеговини. Банат се у то време налазио у оквиру Темишварског пашалука. Рат је завршен склапањем примирја између Аустрије и Турске, али је зато положај Срба у Османском царству знатно погоршан.

## Увод
У српској историографији први је о Дугом рату опширније писао Јован Рајић у својој Историји (1794—1795). Рат је отпочео великом турском погибијом код Сиска 1593. године, а завршен је потписивањем мира у Житватороку 1606. године. Срби су педесетих година помагали Мехмеду-паши Соколовићу да заузме Банат. Од тада, они су на тој земљи стасали као војници и као земљорадници. Турска у међувремену води дуг рат са Персијом који је завршен склапањем мира 1590. године након турске победе. На престолу се између 1574. и 1595. године налазио Мурат III. После утемељења града Карловца 1579. године створен је Босански пашалук на челу са Ферхад-пашом из редова Соколовића. На место беглербега дошао је 1591. године Хасан-паша Предојевић из Клобука. Он је следеће године освојио Бихаћ (град је бранио Тома Ердеди) и подигао град Петрињу (Новиград) на Купи како би олакшао нападе на Хрватску. Установљен је Бихаћки санџак на чије чело је постављен Рустем-бег. Хасан-паша Предојевић кренуо је ка Београду са циљем да нападне Аустрију и тако отпочне рат. Тада је дошло до смене на везирском престолу и Предојевић је изгубио подршку коју је имао у Сијавуш-паши. На везирско место поново је дошао Синан-паша. Хасан-паша Предојевић је кренуо ка Сиску. Хришћанску војску предводили су Тома Ердеди, Рупрехт Егенберг и Андрија Турјачки. Турци су доживели пораз који је довео до објаве рата од стране Цариграда. Августа исте године освојен је Сисак. Септембра 1593. године Синан-паша се налази у Београду.
Млечани су одбијали да се одазову папиним и аустријским позивима у рат против Турака због своје слабости и трговачких интереса. Француска је непрестано настојала да обнови савез са Турцима и поново успостави свој утицај на Порти. Шпанија се након пораза своје Армаде у водама Ламанша 1588. године клонила сукоба у Средоземљу. Мале италијанске државе такође су имале трговачких интереса за опстанком Турске у Европи. Тако је Аустрија морала наставити ратовање само уз подршку немачких држава, угарског сабора и Чешке. Папа Климент VIII обраћао се за помоћ и православним државама (Ердељ, Влашка, Молдавија, Русија), али се оне нису одазвале позиву.
Турци су рат започели прикупљањем војске у Београду под командом Синан-паше. Он је после краћих опсада заузео Весприм и Палоту. У оваквим условима, Срби у Банату, у договору са својим сународницима у Влашкој и Ердељу, дижу 1594. године устанак против турских власти који, по броју устаника и успесима на бојном пољу, представља један од највећих у историји југоисточне Европе од 16. до 18. века. Срби преговарају са изасланицима цара Рудолфа. Освајају бројне градове између Мориша и Дунава и бирају Сигисмунда Баторија за свог краља. Он је био први страни владар кога су Срби изабрали за свог владара. Батори се претварао да је веран султану.

## Банатски устанак
Власи у Банату задржали су титуле кнеза и примићура. У Банату су кнезови називани и нахијским ћехајама. Упоредо са њима постојала је и служба бирова који су бирани на одређено време и једино су плаћали порез на овце. Укидањем порезних олакшица Срба у Банату Турци су целу једну област предодредили за устанак. Напредовање хришћанске војске охрабрило је Србе. Рудолфови војници заузимају и разарају Филек и освајају Новиград. Преговори се воде о заједничкој акцији Сигисмунда Баторија, ердељског кнеза, и господара Влашке и Молдавије. Ердељски кнез био је вољан да се дигне против Турака, али је наилазио на отпор ердељских сталежа. Ипак, ердељске власти мирно су допуштале да се српске устаничке чете формирају на њиховој територији. Влашки војвода Михаило Храбри и молдавски војвода Арон одрекли су се послушности султану. Батори се све више удаљавао од Порте. Срби учествују у опсади Острогона од стране надвојводе Матије.
На челу једне српске чете био је Петар Мајзош. Он је 1594. године заузео Вршац. Синан-паша је упозорио ердељског кнеза Баторија да ухвати и казни Мајзоша. Друга хајдучка дружина под Јованом Логушанином пустошила је у пределу око Алмаша и није наилазила на одлучнији отпор. Синан-паша се није освртао на Србе већ је кренуо у сусрет свом главном непријатељу, надвојводи Матији. Сигисмунд Батори још увек је бесциљно преговарао са Рудолфом те се устезао да одлучније помогне устанике. Устаници су после напада на Вршац ударили на место Бокчију, а затим на град Моржину. Турци су међу нападачима препознали људе Сигисмунда Баторија. Султан је упутио свог чауша Ахмеда да испита ствар у Ердељу. Батори је 12. маја сазвао сабор ердељских сталежа како би добио одобрење за улазак у рат. Тада се у Ердељу налазило посланство Срба предвођено владиком Теодором Тиводоровићем. Ердељском кнезу понуђен је престо српског деспота или краља. Турци су му припретили пљачкајући погранична насеља у Ердељу. Сталежи су остали при одлуци да се не кида савезништво са Турцима. Срби су, поред Вршца, Бошкања, Моржине и Фачетине заузели у међувремену и Вилагошвар и Јенопоље. Потом су предузели опсаду Бечкерека. Град је пао без већег отпора. Устаници су прешли Бегеј и брзо сломили отпор браниоца. Освајање Бечкерека (Зрењанина) највећи је успех Срба у Банатском устанку. Устаници убрзо освајају и Бечеј, а потом и град Тител. Турци (11.000 људи) су напали Србе покушавајући да поврате ове градове, али су разбијени у бици. Свега десетина турских војника спасла се погибије. Погинула су и сва три бега.
Ситуација се 1594. године окренула против устаника. Сабор у Ђулафехервару одлучио је да се не кида са Турцима. Аустријанци крајем јуна напуштају опсаде Острогона и Хатвана и повлаче се у горњу Угарску. Устаници, остављени сами себи, су се четири пута сукобили са Турцима, односно темишварском војском, и четири пута јој нанели пораз. Нови темишварски беглербег, Хасан-паша Млађи, средином јула је ударио на устанике код Бечкерека. Турака је било 30.000 наспрам 4300 Срба. Из покоља је извукло главу свега 300 устаника. Турци су поново заузели Бечкерек. Устанак је тиме угушен. Већина Срба вратила се на своја огњишта, док је део доспео ропства. Владика Теодор Тиводоровић ухваћен је и у Вршцу жив одран. У време устанка Срба у Банату спаљене су мошти Светог Саве у Београду. У питању је један од оних догађаја у српској историји о коме је остало довољно података у историјским изворима. Ипак, у науци није сасвим утврђено да ли се спаљивање десило 1594. или 1595. године.

## Рат 1594—1599.
Дуги рат настављен је годинама након гушења Банатског устанка. Срби се нису склањали са попришта сукоба, мада је рат вођен са променљивом срећом. Долази до уздизања нових хероја српске историје, попут Старине Новака, Ђорђа Раца Сланкаменца и Дели Марка. Сланкаменац је почео ни из чега. Најпре је као коњушар био у служби једног ердељског магната. Борио се у Банатском устанку 1594. године и у име Срба преговарао са Кристофором Тојфенбахом. Потом је ступио у службу Сигисмунда Баторија. Дели Марко, најомиљенији међу Србима, чинио је чуда са својом војском. Извршио је крајем 1594. године смео упад у Турску све до Једрена. У пролеће 1596. године похарао је град Плевну. Ђорђе Борбељ, његов војвода, освојио је 1595. године Липову, Шољмош и још неке мање градове, а помогао је Баторију да освоји Вршац, Фачет, Арад и друге градове. Аустријанци су 1596. године узели Острогон и ставили га под заповедништво грофа Николе Палфија. Последњи већи иступ Сигисмунда Баторија био је напад на Темишвар у коме су учествовали и Дели Марко, Ђорђе Рац и Сава Темишварац. Међутим, чувши да се опседнутом граду приближава војска Хасан-паше из Београда, нападачи су подигли опсаду. Батори је убрзо напустио положај кнеза и препустио је земљу, уз принудни пристанак сталежа, цару Рудолфу, који је за намесника Ердеља поставио надвојводу Максимилијана. Српски прваци се од бекства Баторија у Пољску све више везују за влашког војводу Михаила Храброг.
Он је 1599. године кренуо на Ердељ са великом војском у којој су учествовали и Срби под Ђорђем Рацом. Одлучујућа битка вођена је код Сибиња 28. октобра 1599. године. Ердељска војска под кардиналом Андријом Баторијем претрпела је потпуни пораз. Михаило је 1600. године кренуо на Молдавију. Српске одреде предводио је Дели Марко. Без отпора, Михаило Храбри заузео је Модлавију и њену престоницу Сучаву. Потом се вратио у Ердељ, што је била његова највећа грешка. Тамо се племство побунило падајући под хабзбуршки утицај. Позвало је у помоћ генерала Ђорђа Басту, аустријског заповедника у горњој Угарској. Баста је сакупио војску и потукао Михаила Храброг код Мирослова 18. септембра протерујући га из Ердеља.

## Старина Новак
Савремени документи с краја 16. и почетка 17. века сведоче о историјској личности која је ратовала у војсци Михаила Храброг. Био је то чувени Баба Новак или Старина Новак. У усменом предању, Старина Новак се касније појавио као горски хајдук и то на гори Романији. Рођен је у Поречу на Дунаву око 1520. године. Српског је порекла. У војсци Михаила Храброг први пут се спомиње 1595. године када је влашки војвода прешао Дунав код Никопоља и пустошио до Балкана. Михаило Храбри тада је запазио Старину Новака и његове хајдуке и узео их у своју службу. Војска Синан-паше потучена је августа 1595. године код Ђурђева. Исте или сличне хајдучке подухвате неки историчари приписивали су и Дели Марку.
Временом, Михаило Храбри је ступио у везу са Ђорђем Бастом тражећи од њега помоћ. Баста је поставио услове: да Михаило убудуће носи само титулу влашког војводе остајући цару веран вазал и да са својом војском спречи продор Сигисмунда Баторија у Ердељ. Старина Новак је тако стао на страну која је ратовала против Сигисмунда Баторија. Оптужен је за издају и ухваћен је на превару код Липове. Окован је у ланце и одведен, са једним свештеником, у Клуж. Тамо је жив спаљен 5. фебруара 1601. године.

## Крај рата
Исте године убијен је и Михаило Храбри, на превару, по наређењу Ђорђа Басте. За влашког војводу изабран је Радул Шербан, а око њега се окупљају српски устаници. Угарски магнати које Баста није савладао окупљају се око Мојсија Секеља и позивају Турке у помоћ. Баста је сачекао Турке на реци Серету и поразио их септембра 1602. године. Секељ је поражен исте године у сукобу са Дели Марком код Брашова. Нови ердељски кнез, супротстављен цару Рудолфу, постао је Стефан Бочкај. Аустријски цар настојао је да, пре потписивања споразума са Бочкајем, обезбеди што боље услове те је послао војску влашког војводе Радула, односно српског војсковође Ђорђа Раца, на Бочкаја. У њој се налазио и Јован Бранковић, предак Ђорђа Бранковића. Сланкаменац је ухваћен и бачен у тамницу, а Аустријанци су поражени код Пожуна 1605. године.

## Мир
Уговор између цара и Бочкаја потписан је у Бечу. Бочкају је припао цео Ердељ и градови Сатмар и Токај. Кнез је остао и турски вазал посредујући у склапању мира између Порте и аустријског двора. Уговор је склопљен на 20 година под Комораном, на месту где се речица Житва улива у Дунав (11. новембар 1606. година). Свака страна задржала је територије које је у том часу држала. Турска се проширила освајањем Јегра 1596. године који је постао седиште новог пашалука. Крајем рата Турци су повратили и Острогон. Рудолф је султану исплатио 200.000 форинти и тиме ослободио Аустрију од плаћања данка. Мир на реци Житви није више био знак султанове милости већ акт склопљен по начелима међународног права. На Порти се више није могло тумачити аустријско плаћање одштете као годишњи данак.